# بورفل (تیورساردالور)
بورفل (به لاتین: Búrfell) یک کوه و آتشفشان در ایسلند است. بورفل ۴۸۰ متر بالاتر از سطح دریا واقع شده‌است.